# Claassenia sabulosa
Claassenia sabulosa és una espècie d'insecte plecòpter pertanyent a la família dels pèrlids.

## Descripció
- Els mascles fan 19,6 mm de llargària i tenen ganxos genitals esclerotitzats, mentre que les femelles fan 31,4 i presenten una placa subgenital àmpliament arrodonida i amb una fila d'espínules al llarg de la seua vora posterior.[6]

## Reproducció
L'aparellament pot tindre lloc tan aviat com la femella surt de la seua exúvia. Els ous fan entre 440 i 450 micròmetres de llargària i 314-320 d'amplada, i les nimfes viuen a sota de les pedres en àrees de corrents ràpids. Els adults emergeixen des de finals del juny fins a mitjans del juliol. A Saskatchewan, la seua longevitat és de 3 anys.

## Alimentació
Les nimfes són carnívores i es nodreixen de mosques negres, larves de quironòmids i nimfes d'efímeres.

## Hàbitat
Viu als rierols i rius d'aigües fresques.

## Distribució geogràfica
Es troba a Nord-amèrica: el Canadà (Alberta, la Colúmbia Britànica, Manitoba, Ontario, Saskatchewan, els Territoris del Nord-oest, el Yukon i el Quebec) i els Estats Units (Arizona, Califòrnia, Colorado, Idaho, Nou Mèxic Montana, Oregon, Dakota del Sud, Utah, Washington i Wyoming), incloent-hi les muntanyes Rocoses.

## Costums
Els adults són nocturns: surten al vespre i tenen la capacitat de desplaçar-se per la superfície de l'aigua com els gèrrids o sabaters.

## Observacions
És sensible a la contaminació orgànica.